# Ordinariat militaire d'Argentine
L'ordinariat militaire d'Argentine (en latin : Ordinariatus Argentinae ; en espagnol : Obispado castrense de la Argentina) est un ordinariat militaire de l'Église catholique en Argentine directement soumis au Saint-Siège.

## Territoire
L'ordinariat a juridiction sur les fidèles militaires catholiques de rite latin même s'ils se trouvent en dehors des frontières du pays. Le siège est à Buenos Aires où se trouve la cathédrale Stella Maris ; il a 5 paroisses sous sa juridiction.

## Historique
Le vicariat militaire d'Argentine est érigé le 8 juillet 1957 par le décret Vicariatus castrenses de la congrégation pour les évêques. Il est élevé au rang d'ordinariat militaire le 24 avril 1986 par la constitution apostolique Spirituali militum curae du pape Jean-Paul II. En 1998, les statuts de l'ordinariat militaire argentin, prévus par la constitution Spirituali militum curae sont approuvés par le Saint-Siège.

## Évêques
- Santiago Luis Copello (12 juin 1928 - 8 juillet 1957)
- Fermín Emilio Lafitte (8 juillet 1957 - 8 août 1959)
- Antonio Caggiano (14 décembre 1959 - 7 juillet 1975)
- Adolfo Servando Tortolo (7 juillet 1975 - 30 mars 1982)
- José Miguel Medina (30 mars 1982 - 7 mars 1990)
- Norberto Eugenio Conrado Martina, O.F.M (8 novembre 1990 - 28 août 2001)
- Antonio Juan Baseotto, C.Ss.R (8 novembre 2002 - 15 mai 2007)
  - Sede vacante (2007-2017)
- Santiago Olivera, depuis le 28 mars 2017